# Гу Хуа
Гу Хуа (кит. трад. 古華, упр. 古华, пиньинь Gǔ Huá, настоящее имя Ло Хунъю́й (кит. трад. 羅鴻玉, упр. 罗鸿玉, пиньинь Luó Hóngyù); род. 20 июня 1942, Цзяхэ, Хунань) — китайский писатель.

## Биография
После неполной средней школы стал зарабатывать себе на жизнь собственным трудом, что в условиях китайской деревни было очень непросто. После окончания агрономического училища 14 лет проработал при с.-х. школе. Писать начал в 1962; вступив в творческую организацию, получил возможность путешествовать по Китаю, окончить литературные курсы, лично познакомиться с известными писателями и учёными.
Первые произведения Гу Хуа не пользовались успехом, но в начале 80-х он выпустил сборник повестей и рассказов, а затем роман «Посёлок Лотосов» (1986), который имел читательский успех и был удостоен премии Мао Дуня.
Произведения Гу Хуа во многом автобиографичны и описывают досконально известную автору жизнь хунаньской деревни.

## Произведения в русском переводе
- В долине лотосов: Роман / Пер. В. Семанова, ред. и авт. послесл. А. Желоховцев. М., 1986;
- Девственницы: Повесть /Пер. В. Семанова // Дальний Восток. Хабаровск, 1992，№ 8/12，с. 52-104;
- Домик, увитый плющом / Пер. В. Семанова // Современная новелла Китая. М., 1988，с. 132—154.